# Arga Indah I
Arga Indah I is een bestuurslaag in het regentschap Bengkulu Tengah van de provincie Bengkulu, Indonesië. Arga Indah I telt 400 inwoners (volkstelling 2010).